# St. Georgen-Bräu
St. Georgen-Bräu est une brasserie à Buttenheim.

## Histoire
La brasserie est fondée en 1624. De 1814 à 2009, le St. Georgen-Bräu appartient à la famille Modschiedler avant d'être repris par le maître brasseur Norbert Kramer, qui faisait partie de l'entreprise depuis 2000.

## Production
Les bières suivantes sont représentées en permanence dans la gamme : Pils, Helles, Kellerbier, Weizenbier, dunkel Landbier, "Goldmärz", "Levi-Bier", "Zimbus" (bière brune) et bière sans alcool. Une "Annafest-Bier" est proposée en saison à partir de mai et un Doppelbock brune, une bière de festival et un "Buttenheimer Hopfenzupfer" à partir d'octobre. En outre, le St. Georgen-Bräu produit la "Höhlentrunk" de la Wagner-Bräu à Pottenstein dans le cadre d'un processus de brassage sous contrat.